# Puchałowo
Puchałowo (niem. Puchallowen, w latach 1936–1945 Windau) – wieś w Polsce położona w województwie warmińsko-mazurskim, w powiecie nidzickim, w gminie Janowo.
W latach 1975–1998 miejscowość administracyjnie należała do województwa olsztyńskiego.
Przez wieś przebiega droga wojewódzka nr 604, jest przystanek kolejowy Puchałowo.